# Saemundssonia inexspectata
Saemundssonia inexspectata är en insektsart som beskrevs av Günter Timmermann 1951. Saemundssonia inexspectata ingår i släktet Saemundssonia och familjen fjäderlöss. Inga underarter finns listade i Catalogue of Life.